# Caprino Veronese
Caprino Veronese é uma comuna italiana da região do Vêneto, província de Verona, com cerca de 7.493 habitantes. Estende-se por uma área de 47,3 km², tendo uma densidade populacional de 159 hab/km². Faz fronteira com Brentino Belluno, Costermano, Ferrara di Monte Baldo, Rivoli Veronese, San Zeno di Montagna.

## Demografia
| Variação demográfica do município entre 1861 e 2011                               |
|                                                                                   |
| Fonte: Istituto Nazionale di Statistica (ISTAT) - Elaboração gráfica da Wikipedia |